# اولینا سرافین
اِولینا سرافین (لهستانی: Ewelina Serafin؛ زادهٔ ۲۹ ژوئن ۱۹۷۷) بازیگر اهل لهستان است.
از فیلم‌ها یا مجموعه‌های تلویزیونی که وی در آن‌ها نقش داشته‌است، می‌توان به پیمان ورشو، سال‌های شیرین، پدر متیو، رنگ‌های خوشبختی، عشق اول، ع چون عشق و هتل ۵۲ اشاره نمود.